# Hylaeus calvus
Hylaeus calvus là một loài Hymenoptera trong họ Colletidae. Loài này được Metz mô tả khoa học năm 1911.